# Cupa Moldovei 2019-2020
La Cupa Moldovei 2019-2020 è stata la 29ª edizione della coppa nazionale moldava, iniziata il 20 aprile 2019 e terminata il 30 giugno 2020. Il Petrocub Hîncești ha conquistato per la prima volta nella sua storia il trofeo.

## Formula
Il torneo si svolge con turni ad eliminazione diretta in gara unica fino al secondo turno. Dai quarti di finale alle semifinali, i turni vengono disputati in gare di andata e ritorno.
Nel turno preliminare si affrontano le squadre militanti in Divizia B con gli accoppiamenti stabiliti in base a criteri geografici. A partire dal primo turno entrano nella competizione club della Divizia A, mentre dagli ottavi di finale i club della massima serie.

## Primo turno preliminare
| Squadra 1          | Risultato   | Squadra 2            |
| ------------------ | ----------- | -------------------- |
| 20 aprile 2019     |             |                      |
| Pepeni             | 3 - 1       | Rezina               |
| Fălești            | 2 - 1       | Natalievca           |
| Academia Viitorul  | 0 - 2       | Intersport Sănătăuca |
| Cruiz              | 1 - 4       | Rîşcani              |
| ARF Ialoveni       | 2 - 1       | Bogzești             |
| Sporting Trestieni | 7 - 0       | Codru Călărași II    |
| Fulger Ialoveni    | 7 - 3 (dts) | Sinteza Căuşeni      |
| Văsieni            | 1 - 0       | Cricova              |
| Slobozia Mare      | 4 - 2       | Congaz               |

## Primo turno
| Squadra 1            | Risultato       | Squadra 2          |
| -------------------- | --------------- | ------------------ |
| 3 maggio 2019        |                 |                    |
| CF Ungheni           | 3 - 0           | Zarea Bălți        |
| 4 maggio 2019        |                 |                    |
| Edineț               | 5 - 2           | Grănicerul Glodeni |
| Fălești              | 2 - 2 (2-4 dtr) | Speranța Drochia   |
| Flacăra Mingir       | 0 - 3 (dts)     | Real Succes        |
| Fulger Ialoveni      | 2 - 3           | Sucleia            |
| ARF Ialoveni         | 0 - 2           | Victoria Chișinău  |
| Intersport Sănătăuca | 0 - 1           | Iskra Rîbnița      |
| Maiak Chirsova       | 1 - 0           | Spartanii Selemet  |
| Olimp Comrat         | 1 - 0           | Dacia Buiucani     |
| Pepeni               | 1 - 1 (5-6 dtr) | Sîngerei           |
| Pleseni              | 1 - 2           | Sireți             |
| Rîşcani              | 1 - 4           | FCM Ungheni        |
| Slobozia Mare        | 1 - 1 (5-4 dtr) | Cahul              |
| Soroca               | 2 - 3 (dts)     | Florești           |
| Sporting Trestieni   | 5 - 0           | Sparta Chișinău    |
| Văsieni              | 0 - 3           | Tighina            |

## Secondo turno
| Squadra 1          | Risultato       | Squadra 2         |
| ------------------ | --------------- | ----------------- |
| 24 maggio 2019     |                 |                   |
| CF Ungheni         | 1 - 4           | Victoria Chișinău |
| 25 maggio 2019     |                 |                   |
| Sporting Trestieni | 3 - 2 (dts)     | Sucleia           |
| Edineț             | 1 - 1 (3-1 dtr) | Florești          |
| FCM Ungheni        | 3 - 1           | Sîngerei          |
| Maiak Chirsova     | 2 - 0           | Olimp Comrat      |
| Slobozia Mare      | 1 - 2           | Sireți            |
| Speranța Drochia   | 1 - 1 (4-3 dtr) | Iskra Rîbnița     |
| Tighina            | 5 - 0           | Real Succes       |

## Ottavi di finale
| Squadra 1                      | Totale | Squadra 2        | Andata | Ritorno |
| ------------------------------ | ------ | ---------------- | ------ | ------- |
| 25 giugno 2019 / 5 luglio 2019 |        |                  |        |         |
| Edineț                         | 2 - 9  | Milsami Orhei    | 1 - 3  | 1 - 6   |
| Speranța Nisporeni             | 9 - 1  | Speranța Drochia | 6 - 1  | 3 - 0   |
| Sheriff Tiraspol               | 27 - 0 | Sireți           | 12 - 0 | 15 - 0  |
| Petrocub Hîncești              | 9 - 0  | Tighina          | 7 - 0  | 2 - 0   |
| 26 giugno 2019 / 5 luglio 2019 |        |                  |        |         |
| Codru Lozova                   | 10 - 1 | Victoria Bardar  | 7 - 1  | 3 - 0   |
| 26 giugno 2019 / 6 luglio 2019 |        |                  |        |         |
| Sfîntul Gheorghe               | 3 - 0  | FCM Ungheni      | 1 - 0  | 2 - 0   |
| 26 giugno 2019 / 7 luglio 2019 |        |                  |        |         |
| Dinamo-Auto                    | 11 - 0 | Maiak Chirsova   | 8 - 0  | 3 - 0   |
| Sporting Trestieni             | 3 - 9  | Zimbru Chișinău  | 2 - 4  | 1 - 5   |

## Quarti di finale
| Squadra 1                           | Totale | Squadra 2          | Andata | Ritorno |
| ----------------------------------- | ------ | ------------------ | ------ | ------- |
| 24 settembre 2019 / 30 ottobre 2019 |        |                    |        |         |
| Zimbru Chișinău                     | 2 - 5  | Petrocub Hîncești  | 1 - 2  | 1 - 3   |
| Milsami Orhei                       | 0 - 1  | Sfîntul Gheorghe   | 0 - 1  | 0 - 0   |
| 25 settembre 2019 / 29 ottobre 2019 |        |                    |        |         |
| Codru Lozova                        | 2 - 7  | Speranța Nisporeni | 2 - 2  | 0 - 5   |
| Sheriff Tiraspol                    | 6 - 0  | Dinamo-Auto        | 1 - 0  | 5 - 0   |

## Semifinali
| Squadra 1                       | Totale      | Squadra 2          | Andata | Ritorno |
| ------------------------------- | ----------- | ------------------ | ------ | ------- |
| 21 giugno 2020 / 25 giugno 2020 |             |                    |        |         |
| Sfîntul Gheorghe                | 7 - 4       | Speranța Nisporeni | 5 - 2  | 2 - 2   |
| 22 giugno 2020 / 25 giugno 2020 |             |                    |        |         |
| Petrocub Hîncești               | 2 - 2 (gfc) | Sheriff Tiraspol   | 1 - 0  | 1 - 2   |

## Finale
| Arbitro: | Kurhcheli |

|                                       |                      |                                   |
| Jardan Damașcan Rozgoniuc Țurcan Rusu | Tiri di rigore 5 – 3 | Stînă Sagna Svinarenco Bondarenco |